# Jean Mota
Jean Mota Oliveira de Souza (São Paulo, Brasil, 15 de octubre de 1993), conocido como Jean Mota, es un futbolista brasileño. Juega de centrocampista y su equipo es el Esporte Clube Vitória de la Serie A.

## Trayectoria

### Portuguesa
Jean Mota, formado en las inferiores del Portuguesa, debutó con el primer equipo el 21 de marzo de 2012, como suplente en la victoria por 4-0 al Cuiabá por la Copa de Brasil.
Renovó su contrato con Lusa el 28 de mayo de 2013. Debutó en la Serie A el 8 de junio en el empate sin goles contra el Corinthians.
Con el descenso del club en 2013, Jean Mota fue un regular titular del equipo en la Serie B 2014, usado principalmente como lateral izquierdo.

### Fortaleza
El 16 de septiembre de 2015 fichó por el Fortaleza, luego de que su contrato con su anterior club terminara. Fue un jugador regular del equipo titular en la campaña de obtención del Campeonato Cearense.

### Santos
El 6 de junio de 2016, Jean Mota fichó por cuatro años con el Santos. Debutó por el Peixe el 26 de junio, como sustituto de Lucas Lima en la victoria en casa por 3-0 sobre el São Paulo.
Anotó su primer gol en la primera división brasileña el 24 de julio de 2016, el que fue el gol de la victoria por 3-2 sobre el Vitória. Debutó por la Copa Libertadores el 19 de abril del año siguiente, como titular en el empate 0-0 contra el Independiente Santa Fe, partido en que fue expulsado.
Tras la lesiones de Zeca y Caju, el jugador se estableció en la titularidad del equipo como lateral izquierdo. El 18 de julio de 2017 renovó su contrato con el Santos hasta 2022. Perdió continuidad en el equipo en 2018, siendo suplente del nuevo fichaje Dodô y detrás de Carlos Sánchez, Diego Pituca y Alison.
En 2019 y bajo la dirección de Jorge Sampaoli, fue el máximo goleador del Campeonato Paulista 2019 y fue elegido el mejor jugador del torneo.

## Estadísticas
Actualizado al último partido disputado el 20 de abril de 2022.
| Portuguesa · Brasil | 1.ª           | 2012          | 0   | 0  | 0  | 0  | 1  | 0 | ―  | ― | 1   | 0  |
| Portuguesa · Brasil | 1.ª           | 2013          | 13  | 0  | 7  | 0  | 1  | 0 | 2  | 0 | 23  | 0  |
| Portuguesa · Brasil | 2.ª           | 2014          | 18  | 1  | 2  | 0  | 2  | 0 | ―  | ― | 22  | 1  |
| Portuguesa · Brasil | 3.ª           | 2015          | 0   | 0  | 8  | 1  | 1  | 0 | ―  | ― | 9   | 1  |
| Portuguesa · Brasil | Total club    | Total club    | 31  | 1  | 17 | 1  | 5  | 0 | 2  | 0 | 55  | 2  |
| Fortaleza E. C. · Brasil | 3.ª           | 2015          | 0   | 0  | ―  | ―  | ―  | ― | ―  | ― | 0   | 0  |
| Fortaleza E. C. · Brasil | 3.ª           | 2016          | 2   | 1  | 22 | 4  | 4  | 1 | ―  | ― | 28  | 6  |
| Fortaleza E. C. · Brasil | Total club    | Total club    | 2   | 1  | 22 | 4  | 4  | 1 | 0  | 0 | 28  | 6  |
| Santos F. C. · Brasil | 1.ª           | 2016          | 23  | 2  | ―  | ―  | ―  | ― | ―  | ― | 23  | 2  |
| Santos F. C. · Brasil | 1.ª           | 2017          | 30  | 1  | 5  | 0  | 3  | 0 | 6  | 0 | 44  | 1  |
| Santos F. C. · Brasil | 1.ª           | 2018          | 20  | 2  | 12 | 0  | 3  | 0 | 7  | 0 | 42  | 2  |
| Santos F. C. · Brasil | 1.ª           | 2019          | 27  | 1  | 15 | 7  | 7  | 2 | 2  | 0 | 51  | 10 |
| Santos F. C. · Brasil | 1.ª           | 2020          | 29  | 1  | 6  | 0  | 2  | 0 | 7  | 1 | 44  | 2  |
| Santos F. C. · Brasil | 1.ª           | 2021          | 23  | 2  | 9  | 1  | 6  | 0 | 11 | 0 | 49  | 3  |
| Santos F. C. · Brasil | Total club    | Total club    | 152 | 9  | 47 | 8  | 21 | 2 | 33 | 1 | 253 | 20 |
| Inter de Miami Estados Unidos | 1.ª           | 2022          | 7   | 0  | ―  | ―  | 1  | 0 | ―  | ― | 8   | 0  |
| Inter de Miami Estados Unidos | Total club    | Total club    | 7   | 0  | 0  | 0  | 1  | 0 | 0  | 0 | 8   | 0  |
| Total carrera | Total carrera | Total carrera | 192 | 11 | 86 | 13 | 31 | 3 | 35 | 1 | 344 | 28 |
| (1) Incluye datos de la Copa do Nordeste. (2) Incluye datos de la Copa de Brasil y U.S. Open Cup. (3) Incluye datos de la Copa Sudamericana y la Copa Libertadores. |               |               |     |    |    |    |    |   |    |   |     |    |

## Palmarés

### Títulos estatales
| Título                       | Club            | Estado    | Año  |
| ---------------------------- | --------------- | --------- | ---- |
| Campeonato Paulista Série A2 | Portuguesa      | São Paulo | 2013 |
| Campeonato Cearense          | Fortaleza E. C. | Ceará     | 2016 |

### Títulos internacionales
| Título      | Club           | País           | Año  |
| ----------- | -------------- | -------------- | ---- |
| Leagues Cup | Inter de Miami | Estados Unidos | 2023 |

### Distinciones individuales
| Distinción                              | Año  |
| --------------------------------------- | ---- |
| Mejor Jugador del Campeonato Cearense   | 2016 |
| Mejor jugador del Campeonato Paulista   | 2019 |
| Máximo goleador del Campeonato Paulista | 2019 |
| Equipo del año del Campeonato Paulista  | 2019 |